# 1934 en sport automobile
Chronologie du Sport automobile
1933 en sport automobile - 1934 en sport automobile - 1935 en sport automobile

## Les faits marquants de l'année1934enSport automobile
- Le Français Jean Trévoux remporte le Rallye automobile Monte-Carlo sur une Hotchkiss.
- Le comte Carlo Felice Trossi remporte le grand prix de Montreux

## Par mois

### Avril
- 2 avril : Grand Prix automobile de Monaco.
- 8 avril : Mille Miglia

### Mai
- 6 mai : Grand Prix automobile de Tripoli.
- 20 mai :
  - Grand Prix automobile du Maroc.
  - Grand Prix automobile des Frontières.
  - Targa Florio.
- 27 mai : Avusrennen.
- 30 mai : 500 miles d'Indianapolis

### Juin
- 3 juin : Eifelrennen.
- 16 juin : départ de la douzième édition des 24 Heures du Mans.
- 17 juin :
  - Victoire de Luigi Chinetti et Philippe Étancelin sur une Alfa Romeo aux 24 Heures du Mans.
  - Grand Prix automobile de Penya-Rhin.

### Juillet
- 1er juillet : Grand Prix automobile de France.
- 15 juillet : Grand Prix automobile d'Allemagne.
- 22 juillet : Grand Prix automobile d'Albi.
- 29 juillet : Grand Prix automobile de Belgique.

### Août
- 15 août : Grand Prix automobile de Pescara.
- 26 août : Grand Prix automobile de Suisse.

### Septembre
- 9 septembre : Grand Prix automobile d'Italie.
- 23 septembre : Grand Prix automobile d'Espagne.
- 30 septembre : Grand Prix automobile de Tchécoslovaquie.

### Octobre
- 3 octobre : Grand Prix automobile de Rio de Janeiro.

## Naissances
- 14 janvier : Jacques Cheinisse, pilote automobile français.
- 20 janvier : Giorgio Bassi, pilote automobile italien.
- 27 janvier : George Follmer, pilote automobile américain.
- 11 février : John Surtees, pilote automobile de Formule 1 et pilote moto britannique, champion du monde de Formule 1 en 1964.
- 19 février : Georges Groine, pilote de Rallye-raid français.
- 8 mars : Gawaine Baillie, industriel britannique connu pour sa carrière de pilote automobile amateur. († 21 décembre 2003).
- 21 juin : Jacques Duval, journaliste, chroniqueur automobile et ancien pilote automobile québécois.
- 7 octobre : 
  - Claude Sage, administrateur délégué du circuit Paul Ricard.
  - Jean-Claude Briavoine, coureur automobile français, spécialisé dans les rallyes raids.
- 19 octobre : Klaus A. Steinmetz, pilote automobile allemand. († 6 mai 2009).
- 10 novembre : Lucien Bianchi, pilote automobile belge.
- 21 novembre : Jean-Paul Cabana, pilote automobile de stock-car.
- 22 novembre : Jackie Pretorius, pilote automobile sud-africain. († 30 mars 2009).
- 25 décembre : Giancarlo Baghetti, pilote automobile italien. († 27 novembre 1995).

## Décès
- 9 juin : Giovanni Alloatti, pilote automobile italien.
- 22 juillet : Jean Gaupillat, pilote automobile français, (° 6 janvier 1891).
- 15 août : Guy Moll, pilote automobile français. (° 28 mai 1910).